# Csongvang állomás
Csongvang (Jeongwang) állomás a szöuli metró 4-es vonalának állomása; Sihung (Siheung) városában található. A közelben található a Koreai Műszaki Egyetem.

## Viszonylatok
| 4-es vonal                                              | 4-es vonal                | 4-es vonal           |
| ------------------------------------------------------- | ------------------------- | -------------------- |
| Singiloncshon (Singiloncheon) Tanggoge (Danggogae) felé | személy- és expresszvonat | Oido végállomás felé |